# Parc national de la Serra Geral

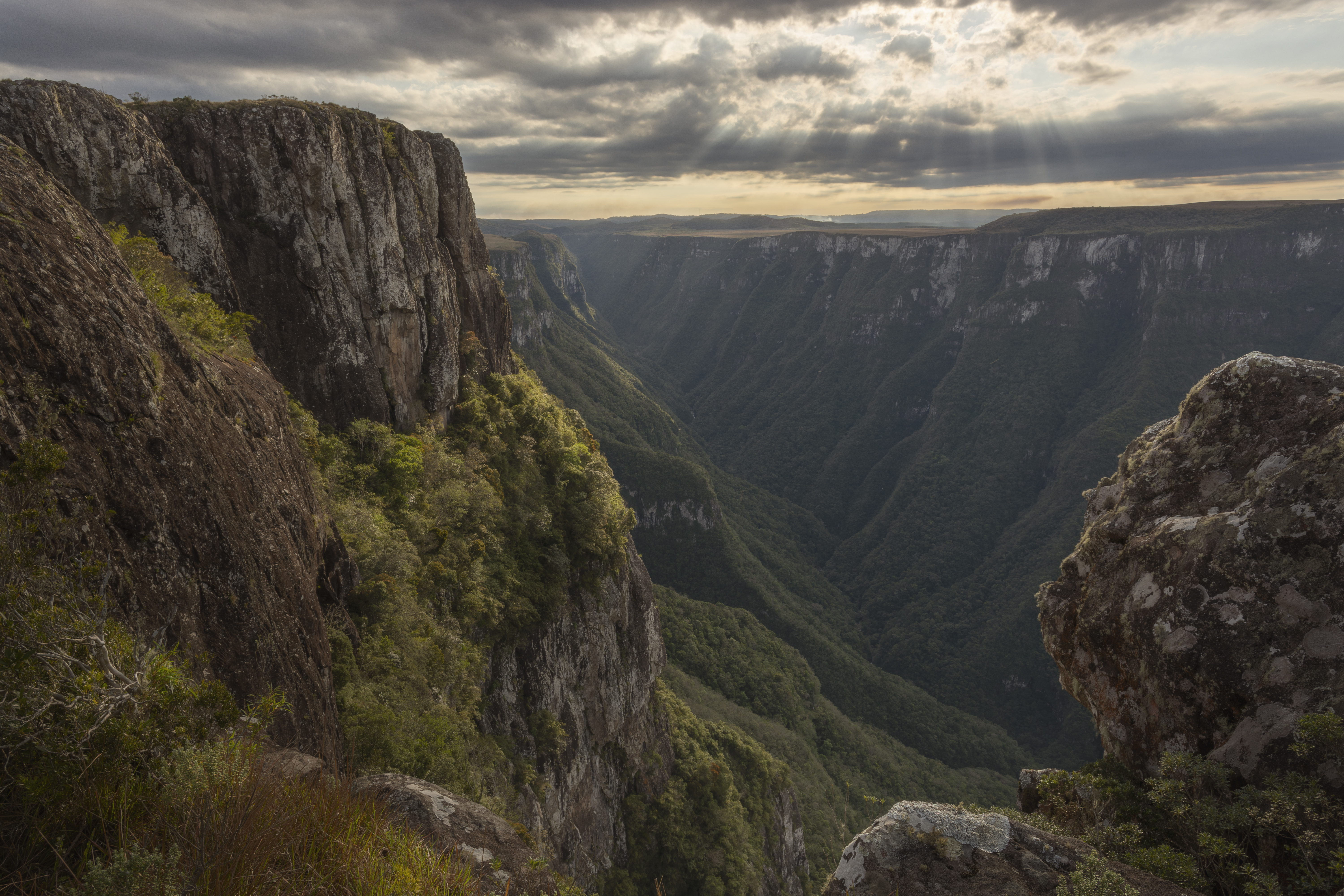
Canyon dans le parc. Septembre 2018.

Le parc national de la Serra Geral est une réserve naturelle brésilienne. Elle se situe dans la région Sud, dans une région de canyons de la serra Geral, à cheval sur les États du Rio Grande do Sul et de Santa Catarina.
Le parc fut créé le 20 mai 1992 et couvre une superficie de 17 300 ha. Il est contigu au parc national d'Aparados da Serra.
Il s'étend sur les municipalités de Jacinto Machado et Praia Grande dans l'État de Santa Catarina, et de Cambará do Sul et São Francisco de Paula, dans l'État du Rio Grande do Sul.